# HD111055
HD111055 — хімічно пекулярна зоря спектрального класу A4, що має видиму зоряну величину в смузі V приблизно  9,9.
Вона  розташована на відстані близько 550,0 світлових років від Сонця.